# The Illusion of Safety
Albums de Thrice
Identity Crisis
(2001) The Artist in the Ambulance
(2003)
The Illusion of Safety est le deuxième album studio du groupe américain Thrice, distribué en 2002 par le label Sub City Records. Une portion des bénéfices faits des ventes est donnée à l'organisme à but non lucratif A Place Called Home, situé dans la ville de South Central, à Los Angeles.

## Développement
Les paroles de la chanson That Hideous Strength ont été inspirées par le dernier livre de la trilogie cosmique de Clive Staples Lewis. Cette trilogie est formée par les livres suivants : Out of the Silent Planet, Voyage to Venus, That Hideous Strength ; les traductions françaises de ses livres sont aussi disponibles sous les noms Le silence de la terre, Voyage à Venus, Cette hideuse puissance. Bien que cette chanson ait été retirée de ce disque, il est possible de l'entendre sur le disque musique de If We Could Only See Us Now.

## Liste des pistes
Toutes les paroles sont écrites par Dustin Kensrue, toute la musique est composée par Dustin Kensrue, Teppei Teranishi, Eddie Breckenridge and Riley Breckenridge.
| 1.    | Kill Me Quickly                | 2:46 |
| 2.    | A Subtle Dagger                | 1:48 |
| 3.    | See You in the Shallows        | 2:35 |
| 4.    | Betrayal Is a Symptom          | 2:49 |
| 5.    | Deadbolt                       | 3:00 |
| 6.    | In Years to Come               | 2:16 |
| 7.    | The Red Death                  | 2:14 |
| 8.    | A Living Dance Upon Dead Minds | 3:32 |
| 9.    | Where Idols Once Stood         | 3:08 |
| 10.   | Trust                          | 2:54 |
| 11.   | To Awake and Avenge the Dead   | 3:06 |
| 12.   | So Strange I Remember You      | 3:42 |
| 13.   | The Beltsville Crucible        | 4:37 |
| 38:33 |                                |      |

## Accueil
The Illusion of Safety est positivement bien accueilli, la note moyenne sur Amazon.com et iTunes étant de 5 étoiles. Bon nombre de presses accueillent positivement le mix hardcore mélodique, largement influencé par l'emo, et le punk. L'album est largement bien accueilli pour ses riffs, sa profondeur lyrique et sa structure musicale. Sur AllMusic et Punknews.org, l'album est accueilli de 4.5 étoiles sur 5,. Pitchfork accueille positivement avec une note de 6 sur 10.